# Ali Doumbia
Ali Doumbia é um ex-futebolista profissional marfinense que atuava como goleiro.

## Carreira
Ali Doumbia atuou no no Africa Sports.

## Seleção
Ali Doumbia integrou a Seleção Marfinense de Futebol na Copa das Nações Africanas de 1992, campeã do torneio no Senegal.

## Títulos
Costa do Marfim
- Copa das Nações Africanas: 1992